# Lioprora rostrata
Lioprora rostrata is een slakkensoort uit de familie van de Liotiidae. De wetenschappelijke naam van de soort is voor het eerst geldig gepubliceerd in 1900 door Hedley.